# Gloeocystidiellum
Genre
Gloeocystidiellum est un genre de champignons basidiomycètes lignicoles résupinés de la famille des Gloeocystidiellaceae.

## Liste d'espèces
Selon Catalogue of Life (29 octobre 2013) :
- Gloeocystidiellum aspellum
- Gloeocystidiellum bisporum
- Gloeocystidiellum clavuligerum
- Gloeocystidiellum compactum
- Gloeocystidiellum convolvens
- Gloeocystidiellum debile
- Gloeocystidiellum fimbriatum
- Gloeocystidiellum fistulatum
- Gloeocystidiellum flammeum
- Gloeocystidiellum formosanum
- Gloeocystidiellum heimii
- Gloeocystidiellum inconstans
- Gloeocystidiellum irpicescens
- Gloeocystidiellum irpiscescens
- Gloeocystidiellum kenyense
- Gloeocystidiellum laxum
- Gloeocystidiellum leucoxanthum
- Gloeocystidiellum luridum
- Gloeocystidiellum marianum
- Gloeocystidiellum moniliforme
- Gloeocystidiellum odontoides
- Gloeocystidiellum porosellum
- Gloeocystidiellum porosum
- Gloeocystidiellum purpureum
- Gloeocystidiellum sinuosum
- Gloeocystidiellum subsimile
- Gloeocystidiellum sulcatum
- Gloeocystidiellum tabacinum
- Gloeocystidiellum triste
- Gloeocystidiellum tropicale
- Gloeocystidiellum turpe
- Gloeocystidiellum vesiculosum
- Gloeocystidiellum zawitense

Selon Index Fungorum (29 octobre 2013) :
- Gloeocystidiellum aspellum Hjortstam 1987
- Gloeocystidiellum bisporum Boidin, Lanq. & Gilles 1997
- Gloeocystidiellum clavuligerum (Höhn. & Litsch.) Nakasone 1982
- Gloeocystidiellum compactum Sheng H. Wu 1996
- Gloeocystidiellum convolvens (P. Karst.) Donk 1956
- Gloeocystidiellum debile (Berk. & M.A. Curtis) T.H. Li & Z.S. Bi 1997
- Gloeocystidiellum fimbriatum Burds., Nakasone & G.W. Freeman 1981
- Gloeocystidiellum fistulatum (G. Cunn.) Boidin 1966
- Gloeocystidiellum flammeum Boidin 1966
- Gloeocystidiellum formosanum Sheng H. Wu 1996
- Gloeocystidiellum friesii S. Lundell
- Gloeocystidiellum heimii Boidin 1966
- Gloeocystidiellum inconstans (G. Cunn.) Stalpers & P.K. Buchanan 1991
- Gloeocystidiellum irpicescens Boidin 1966
- Gloeocystidiellum irpiscescens Boidin 1966
- Gloeocystidiellum kenyense Hjortstam 1987
- Gloeocystidiellum laxum Sheng H. Wu 1996
- Gloeocystidiellum leucoxanthum (Bres.) Boidin 1951
- Gloeocystidiellum luridum (Bres.) Boidin 1951
- Gloeocystidiellum marianum Burds., Nakasone & G.W. Freeman 1981
- Gloeocystidiellum moniliforme Sheng H. Wu 1996
- Gloeocystidiellum odontoides Khara 1988
- Gloeocystidiellum porosellum Hjortstam 1984
- Gloeocystidiellum porosum (Berk. & M.A. Curtis) Donk 1931
- Gloeocystidiellum purpureum Sheng H. Wu 1996
- Gloeocystidiellum rajchenbergii Gorjón & Hallenb. 2013
- Gloeocystidiellum sinuosum G.W. Freeman 1981
- Gloeocystidiellum subsimile Y. Hayashi 1974
- Gloeocystidiellum sulcatum (Rehill & B.K. Bakshi) Boidin 1966
- Gloeocystidiellum tabacinum Sheng H. Wu 1996
- Gloeocystidiellum triste Hjortstam & Ryvarden 1986
- Gloeocystidiellum tropicale Burds., Nakasone & G.W. Freeman 1981
- Gloeocystidiellum turpe G.W. Freeman 1981
- Gloeocystidiellum vesiculosum (Burt) Boidin, Lanq. & Gilles 1997
- Gloeocystidiellum zawitense S.S. Rattan, Abdullah & Ismail 1978

Selon NCBI (29 octobre 2013) :
- Gloeocystidiellum aculeatum
- Gloeocystidiellum aspellum
- Gloeocystidiellum bisporum
- Gloeocystidiellum clavuligerum
- Gloeocystidiellum compactum
- Gloeocystidiellum formosanum
- Gloeocystidiellum heimii
- Gloeocystidiellum kenyense
- Gloeocystidiellum porosellum
- Gloeocystidiellum porosum
- Gloeocystidiellum purpureum
- Gloeocystidiellum subasperisporum
- Gloeocystidiellum triste
- Gloeocystidiellum wakullum